# Freiheitsstrafe (Deutschland)
Die Freiheitsstrafe ist eine Form staatlicher Sanktion, um eine Straftat zu sühnen. Sie muss durch ein staatliches Gericht verhängt werden. Die Strafe besteht im Wesentlichen daraus, dass die Freiheit der Person entzogen wird.

## Historisches
Bis 1968 (DDR) bzw. 1970 (BRD) gab es eine Aufteilung in verschiedene Formen der Freiheitsstrafe. Die schwerste Form war die Zuchthausstrafe, für Verbrechen mit einer Mindestdauer von einem Jahr und einer Höchstdauer von 15 Jahren beziehungsweise in Form des lebenslangen Zuchthauses in den vom Gesetz bestimmten Fällen. Sie war immer mit der Möglichkeit des Verlusts der bürgerlichen Ehrenrechte (sogenannter Ehrverlust) verbunden. Im Zuchthaus waren die Gefangenen zu schwerer körperlicher Arbeit verpflichtet; sie konnten auch zu Arbeiten außerhalb der Anstalt verpflichtet werden, wobei sie von freien Arbeitern getrennt gehalten wurden. Eine weniger schwere Form des Freiheitsentzuges war die Gefängnisstrafe. Sie dauerte mindestens einen Tag und höchstens fünf Jahre. Die Gefangenen sollten hier angemessen beschäftigt werden, hatten aber auch das Recht, eine Arbeit zu verlangen. Die Haftstrafe war für Übertretungen vorgesehen und dauerte zwischen einem Tag und sechs Wochen. 
Außerdem gab es in der BRD bis 1953 die Festungshaft, die dann bis 1970 in Form der Einschließung weiter bestand. Sie war für bestimmte Straftaten vorgesehen, bei denen der Täter eine „ehrenvolle Gesinnung“ zeigte (z. B. Duell). 
Die Aufteilung endete mit dem Inkrafttreten des StGB der DDR am 1. Juli 1968 bzw. in Westdeutschland des Ersten Gesetzes zur Reform des Strafrechts (vgl. Große Strafrechtsreform) am 1. April 1970 (1. StrRG). An ihre Stelle trat die Freiheitsstrafe (da nach § 40 StGB der DDR eine Freiheitsstrafe nie kürzer als drei Monate war, sahen dessen § 38 und § 41 die Haftstrafe als weitere Strafe mit Freiheitsentzug vor, sie dauerte mindestens eine Woche und höchstens sechs Wochen, ab 1977 sechs Monate).

## Höchst- und Mindestmaß
Höchstmaß ist in Deutschland die lebenslange Freiheitsstrafe. Sie wird für schwerste Verbrechen angedroht, wie für Mord (bei vollendetem Mord als absolute Strafandrohung).
Ist die Freiheitsstrafe nicht lebenslang, wird sie als zeitige Freiheitsstrafe bezeichnet (§ 38 Absatz 1 StGB). Die zeitige – zeitlich begrenzte – Freiheitsstrafe darf höchstens 15 Jahre betragen (§ 38 Absatz 2 Halbsatz 1 StGB).
Eine sogenannte kurze Freiheitsstrafe, also eine Freiheitsstrafe von weniger als 6 Monaten (statt einer Geldstrafe), ist nur in Ausnahmefällen möglich (§ 47 Absatz 2 Halbsatz 1 StGB). Eine Freiheitsstrafe von weniger als einem Monat darf nicht verhängt werden (§ 38 Absatz 2 Halbsatz 2 StGB und Art. 298 EGStGB), außer es handelt sich um eine Ersatzfreiheitsstrafe, einen Jugendarrest oder Strafarrest.

## Bemessung der Dauer
Je nach Tat sieht das Strafgesetzbuch einen bestimmten Strafrahmen vor, z. B. bei Betrug Geldstrafe oder Freiheitsstrafe bis zu 5 Jahren.
Bei der Bemessung der Strafdauer berücksichtigt das Gericht neben anderen Aspekten (z. B. Schwere der Tat) zudem die verschiedenen Strafzwecke wie den Aspekt der Sühne und den Resozialisierungsgedanken. Nach § 2 des Strafvollzugsgesetzes (StVollzG), welches bis 2006 die bundesgesetzliche Grundlage für die Vollziehung der Freiheitsstrafe bildete, „soll der Gefangene befähigt werden, künftig in sozialer Verantwortung ein Leben ohne Straftaten zu führen (Vollzugsziel). Der Vollzug der Freiheitsstrafe dient auch dem Schutz der Allgemeinheit vor weiteren Straftaten.“

## Verbüßung
Die Ladung zum Strafantritt belässt der verurteilten Person eine Frist von mindestens einer Woche zum Ordnen ihrer Angelegenheiten (§ 27 Abs. 2 StVollstrO), beispielsweise für eine Haushaltsauflösung.
Die Freiheitsstrafe wird als Einheitsstrafe in einer Justizvollzugsanstalt (JVA; nichtamtlich auch Gefängnis genannt) verbüßt. Oberstes Vollzugsziel ist die Resozialisierung. Hierfür werden Gefangene auch zur Arbeit verpflichtet, für die sie nur etwa 2 Euro pro Stunde erhalten.
Der Vollzug der Freiheitsstrafe ist in Deutschland in den Strafvollzugsgesetzen der einzelnen Bundesländer geregelt. Mit den Sozialleistungen für Strafgefangene befasst sich beispielsweise die Bundesarbeitsgemeinschaft für Straffälligenhilfe.

## Aussetzung des Strafrestes
Wenn der Gefangene zustimmt und es unter Berücksichtigung des Sicherheitsinteresses der Allgemeinheit verantwortet werden kann, wird nach der Verbüßung von zwei Dritteln der Strafzeit der Strafrest zur Bewährung ausgesetzt. Bei der Beurteilung sind die Persönlichkeit des Gefangenen, seine Vorgeschichte, die Tatumstände, das Gewicht des bei Rückfall gefährdeten Rechtsguts, das Verhalten des Gefangenen im Strafvollzug, seine Lebensverhältnisse und die Auswirkungen der Strafaussetzung auf den Gefangenen zu berücksichtigen. Zuständig ist hierfür die jeweilige Strafvollstreckungskammer (§§ 57, 57a StGB, §§ 454, 463 Abs. 3 StPO).

## Aussetzung zur Bewährung
Die Vollstreckung einer Freiheitsstrafe von nicht mehr als einem Jahr, unter besonderen Umständen auch bis zu zwei Jahren, kann auch von vornherein zur Bewährung ausgesetzt werden (§ 56 Absatz 1 StGB), das bedeutet, dass der Verurteilte nicht in eine Justizvollzugsanstalt muss. Sie wird nur gewährt, wenn zum Zeitpunkt des Urteils dem Täter eine günstige Sozialprognose gestellt werden kann, d. h. wenn erwartet werden kann, dass der Täter sich künftig auch ohne Strafvollstreckung straffrei führen wird. Er hat sich jedoch für die Dauer von zwei bis maximal fünf Jahren (§ 56a Absatz 1 Satz 2 StGB) straffrei zu verhalten und muss bestimmte Auflagen (z. B. Schadenswiedergutmachung) und Weisungen (z. B. Zusammenarbeit mit Bewährungshelfer) erfüllen. Dauer der Bewährungszeit und Art der Auflagen und Weisungen stehen dabei im Ermessen des Gerichts. 
Bei Verstößen gegen die Auflagen und Weisungen oder erneuter Straffälligkeit während der Bewährungszeit kann die Bewährung widerrufen werden.

## Freiheitsstrafe im Jugendstrafrecht
Auch gegen Jugendliche kann eine Freiheitsstrafe ausgesprochen werden; sie wird als Jugendstrafe bezeichnet. Die Dauer der Jugendstrafe beträgt mindestens sechs Monate und höchstens zehn Jahre. Im Gegensatz zum Erwachsenenstrafrecht kann im Jugendstrafrecht auch die Strafe als solche zur Bewährung ausgesetzt werden. (Im Erwachsenenstrafrecht wird nur die Vollstreckung der Strafe zur Bewährung ausgesetzt.)

## Vollstreckungshindernisse
Bei bestimmten schweren Erkrankungen des Verurteilten kann der Strafantritt aufgeschoben oder eine bereits vollstreckte Freiheitsstrafe unterbrochen werden. 
Einschlägig ist § 455 ff. StPO, der auch bei menschenunwürdigen Haftbedingungen anwendbar sein kann.
Das Bundesverfassungsgericht sieht die im Grundgesetz definierten Freiheitsrechte nicht gänzlich nachrangig an, wenn es zu einer Freiheitsstrafe kommt. Begründet wird dies mit den in Justizvollzugsanstalten mitunter schlechten Haftbedingungen, wenn beispielsweise weder eine Belüftung der Toilette vorhanden ist noch genügend Platz oder Überfüllung. Wenn die – durch das Gericht – aufgezählten Bedingungen zusammentreffen und Abhilfe nicht möglich ist, kann dies dazu führen, den vorher rechtskräftig verurteilten Gefangenen temporär oder permanent in die Freiheit zu entlassen. 
In der genannten Entscheidung hat das Bundesverfassungsgericht ausdrücklich nicht auf die (hypothetische) Möglichkeit der Justizvollzugsanstalten abgestellt, den betroffenen Gefangenen anderweitig menschenwürdig unterzubringen, sondern an die aus dem Gebot der Achtung der Menschenwürde folgende rechtliche Erwägung angeknüpft, dass die Strafvollstreckung zu unterbrechen sei, wenn und solange eine weitere Unterbringung nur unter menschenunwürdigen Bedingungen in Betracht komme. Damit hat das Bundesverfassungsgericht nicht nur die Pflicht des Staates formuliert, im Falle menschenunwürdiger Haftbedingungen sofort auf die Durchsetzung des Strafanspruchs zu verzichten, sondern – weil dieser Pflicht das Recht des betroffenen Gefangenen korrespondiere, bei der Vollstreckungsbehörde gem. § 455 StPO die Unterbrechung beziehungsweise die Aufschiebung der Strafe zu beantragen – auf diese Weise auch einen neuen Weg der Rechtsverteidigung eröffnet.
Außerdem kann dem Betroffenen ein Anspruch auf Geldentschädigung zustehen. 

## Kosten des Strafvollzugs
Quellen aus dem Jahr 2022/2023 gehen von Kosten eines Hafttags für minimal 151,23 € (Saarland) bis maximal 276,46 € (Schleswig-Holstein) aus. In Berlin und Hamburg sind diese mit 229,12 € und 222,23 €, in Niedersachsen mit 197,2 € und Bremen mit 195,66 € angegeben. Die Kosten des Vollzugs der Freiheitsstrafe betrugen in NRW im Jahre 2017 umgerechnet 135,65 € pro Gefangenen und Tag. Das ergibt im Jahr mehr als 49.500 € für jeden Insassen. In Baden-Württemberg lagen sie 2016 mit 118,09 € pro Gefangenen und Tag im bundesweiten Vergleich relativ niedrig.